# Кармента
Кармѐнта е римска богиня, чието име, произлизащо от думата carmen, показва, че тя е смятана за пророческа богиня. Включена е в числото на сибилите (пророчици) под името кимерийски.
В подножието на Капитолия ѝ е издигнат храм, а между 11 и 15 януари (12 и 15 януари) се провеждал фестивалът Карменталии в нейна чест, в който участват предимно жени.
Според римската митология тя е нимфа, майка на Евандър и съпруга на Фавн. Тя предсказва на сина си преселване в Италия. На нея и сина ѝ се приписва и създаването на латинската азбука въз основа на гръцката. Според Плутарх истинското ѝ име е Темида или Никострата.